# Атомно-силовий мікроскоп

Блок-схема атомного силового мікроскопа

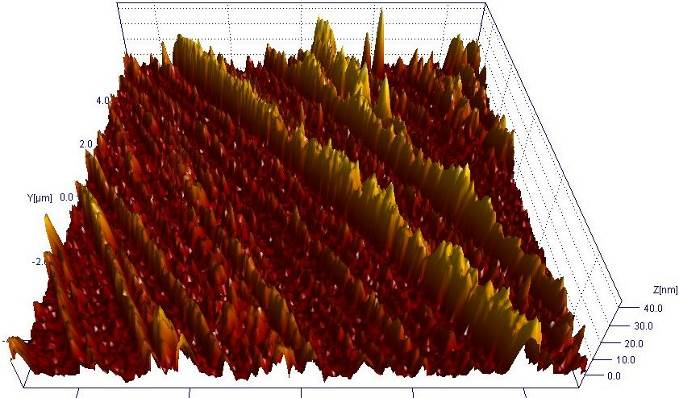
Зображення, отримане за допомогою атомного силового мікроскопа. На зображенні тонка плівка металу

Атомно-силовий мікроскоп (англійське скорочення: AFM  — atomic-force microscope ) — високотехнологічний науковий прилад, що дозволяє отримувати зображення поверхні зразків із роздільною здатністю порядку кількох нанометрів та маніпулювати наноскопічними об'єктами, наприклад, окремими молекулами.

## Атомна силова мікроскопія
Мікроскопія, що використовується для відтворення вигляду
поверхні (чи великої молекули) з точністю до окремого атома,
шляхом механічного дослідження контурів поверхні за допомогою спеціальної скануючої голки, мікроскопічний рух якої
вверх та вниз при пересуванні над поверхнею фіксується
спеціальним п’єзоелектричним сенсором.

## Принцип дії
В атомному силовому мікроскопі поверхню сканує тонкий щуп, розташований на кінці консольної балки, яку називають кантилевером. Високоточне переміщення поверхні під щупом забезпечують п'єзоелектричні елементи, які змінюють свою довжину в залежності від прикладеної напруги. Рухаючись над нерівною поверхнею, щуп підіймається і опускається, і ці дуже малі вертикальні переміщення детектуються за допомогою лазерного променя, який падає на верхню поверхню консольної балки з прикріпленим дзеркалом. Хоча вертикальні переміщення дзеркала дуже малі, відбитий від нього промінь відхиляється на кут, досить значний, щоб його можна було виміряти за допомогою матричного фотодетектора. Отриманий сигнал аналізується за допомогою електроніки й перетворюється в зображення поверхні. Для забезпечення постійної сили між поверхнею та щупом і запобігання пошкоджень, використовується електронний механізм зворотного зв'язку.

## Історія
Атомний силовий мікроскоп винайшли в 1986 році Герд Бінніг, Келвін Квейт і Крістоф Гербер майже одразу ж після винаходу скануючого тунельного мікроскопа. Ідея була закладена Гердом Біннігом і Генріхом Рорером (Нобелівська премія з фізики, 1986 рік). За допомогою атомно-силового мікроскопа можна одержувати зображення як фізичних, так і біологічних і хімічних об'єктів (вірусів і бактерій, атомів і молекул). Роздільна здатність таких мікроскопів сягає частки нанометрів, що дозволяє спостерігати атоми. Можливості цього приладу не обмежуються отриманням зображень. За допомогою атомно-силового мікроскопа можна вивчати взаємодію двох об'єктів: вимірювати сили тертя, пружності, адгезії, а також переміщати окремі атоми, осаджувати і видаляти їх з будь-якої поверхні.
До 1989 року вже з'явилися атомні силові мікроскопи серійного виробництва. У наш час атомні силові мікроскопи стали стандартним методом отримання зображень поверхні. Щуп мікроскопа можна також використати для того, щоб контрольовано пересувати невеликі наноскопічні об'єкти в потрібне місце на поверхні.